# ダニエル・ミサキ
- ダニエル・ミサッキ

ダニエル・リュウスケ・ミサキ（Daniel Ryusuke Missaki、1996年4月9日 - ）は、静岡県富士宮市出身のプロ野球選手（投手、育成選手）。右投左打。2025年はMLBのテキサス・レンジャーズ傘下に所属。
ブラジル国籍の日系三世で、日本名は御前 龍介 ダニエル（みさき・りゅうすけ・ダニエル）。

## 経歴

### プロ入り前
日本の静岡県富士宮市（静岡市との報道もある）で生まれ、2歳でブラジルに移住した。
ヤクルト野球アカデミーでは、チアゴ・ビエイラとチームメイトだった。2013年に第3回WBC本戦のブラジル代表に選ばれた。16歳での出場は第3回WBCで最年少だった。2月28日の福岡ソフトバンクホークスとの強化試合では8回に登板した。

### プロ入りとマリナーズ傘下時代
WBC後に、シアトル・マリナーズとマイナー契約を結んだ。この年は、傘下ルーキーリーグのアリゾナリーグ・マリナーズで、7試合（6試合で先発）に登板し、0勝1敗、防御率6.23を記録した。
2014年は、傘下ルーキーリーグのプラスキ・マリナーズで開幕を迎えた。この年は、11試合に先発登板し、6勝3敗、防御率2.36を記録した。
2015年5月にトミー・ジョン手術を受ける。

### ブルワーズ傘下時代
2015年12月9日、アダム・リンドとのトレードで他マイナー2投手とともにミルウォーキー・ブルワーズに移籍したが、マイナーでも一度も登板機会が無かった。

### BCリーグ・栃木時代
2020年4月10日、ベースボール・チャレンジ・リーグ（BCリーグ）の栃木ゴールデンブレーブスへ入団することが発表された。登録名はダニエル。

### 巨人時代
2021年8月17日、読売ジャイアンツと育成契約を結んだ。登録名はダニエル・ミサキで、背番号は002。推定年俸は440万円。12月28日に、推定年俸4万ドル（440万円）で残留することが発表された。
2022年10月3日、翌年の契約を結ばないことが球団より発表された。

### 巨人退団後
2023年4月、ベネズエラのサマーリーグであるリーガ・マヨール・デ・ベイスボル・プロフェシオナル（LMBP）のセンタウロス・デ・ラ・グアイラに入団することが発表された。シーズン終了後はブラジルに戻り、古巣の社会人チームであるニッポン・ブルージェイズでプレーした。

### メキシカンリーグ時代
2024年1月17日、リーガ・メヒカーナ・デ・ベイスボル（メキシカンリーグ）のメキシコシティ・レッドデビルズと契約した。

### カブス傘下時代
同年4月26日にMLBのシカゴ・カブスとマイナー契約を結んだ。

## 選手としての特徴
最速154km/hの直球とスライダー、チェンジアップなどの変化球を持つ。

## 詳細情報

### NPB年度別投手成績
- 一軍公式戦出場なし

### 独立リーグでの投手成績
| 年 度     | 球 団     | 登 板 | 先 発 | 完 投 | 完 封 | 無 四 球 | 勝 利 | 敗 戦 | セ 丨 ブ | ホ 丨 ル ド | 勝 率 | 打 者 | 投 球 回 | 被 安 打 | 被 本 塁 打 | 与 四 球 | 敬 遠 | 与 死 球 | 奪 三 振 | 暴 投 | ボ 丨 ク | 失 点 | 自 責 点 | 防 御 率 | W H I P |
| --------- | --------- | ----- | ----- | ----- | ----- | -------- | ----- | ----- | -------- | ----------- | ----- | ----- | -------- | -------- | ----------- | -------- | ----- | -------- | -------- | ----- | -------- | ----- | -------- | -------- | ------- |
| 2020      | 栃木      | 16    | 10    | 0     | 0     | 0        | 2     | 1     | 1        | 0           | .667  | 188   | 45.0     | 38       | 1           | 21       | -     | 1        | 33       | 7     | 0        | 15    | 11       | 2.20     | 1.31    |
| 2021      | 栃木      | 28    | 0     | 0     | 0     | 0        | 3     | 0     | 1        | 0           | 1.000 | 122   | 28.0     | 25       | 1           | 12       | -     | 3        | 23       | 4     | 0        | 12    | 11       | 3.54     | 1.32    |
| 通算：2年 | 通算：2年 | 44    | 10    | 0     | 0     | 0        | 5     | 1     | 2        | 0           | .833  | 310   | 73.0     | 63       | 2           | 33       | -     | 4        | 56       | 11    | 0        | 27    | 22       | 2.87     | 1.32    |

- 2021年度シーズン、栃木退団時

### 背番号
- 42（2020年 - 2021年途中）
- 002（2021年8月17日 - 2022年）

### 代表歴
- 2013 ワールド・ベースボール・クラシック・ブラジル代表